# Glossosoma nylanderi
Glossosoma nylanderi is een schietmot uit de familie Glossosomatidae. De soort komt voor in het Palearctisch gebied.